# خوشیم
خوشیم یک منطقهٔ مسکونی در عربستان سعودی است که در استان جازان واقع شده‌است.